# Cá mè hoa
Cá mè hoa (danh pháp hai phần: Hypophthalmichthys nobilis) là một loài cá mè. Nó có một cái đầu không vảy lớn, một cái miệng lớn, và đôi mắt nằm rất thấp trên đầu. Cá trưởng thành thường có một đốm màu xám bạc. Cá trưởng thành có thể là khá lớn. Trọng lượng kỷ lục đôi khi đạt mức 65 kg và có tổng chiều dài 145 cm, một kích thước này đã được ghi nhận ở của hồ chứa nước nhân tạo Furnas, bang Minas Gerais, Brazil, trong năm 2006, nhưng hầu hết các nơi ở lưu vực sông Mississippi, cá mè hoa có trọng lượng hơn 40 lb (18 kg) được coi là rất lớn.
Cá mè hoa nguồn gốc những con sông lớn và các hồ vùng đồng bằng ngập lũ có liên quan của Đông Á. Phạm vi của chúng kéo dài từ miền nam Trung Quốc đến hệ thống sông Amur, tạo thành biên giới phía Bắc của Trung Quốc và biên giới phía nam của Nga.
Cá chép mè hoa có tốc độ tăng trưởng nhanh, làm cho nó là loài cá nuôi sinh lợi. Cá mè hoa, (không giống như cá chép thông thường, mà người dân châu Âu và hầu hết người dân Bắc Mỹ quen thuộc hơn), ăn chủ yếu là bằng cách thức ăn. Chúng chủ yếu ăn động vật phù du, nhưng cũng ăn thực vật phù du và mảnh vụn.

## Hình ảnh

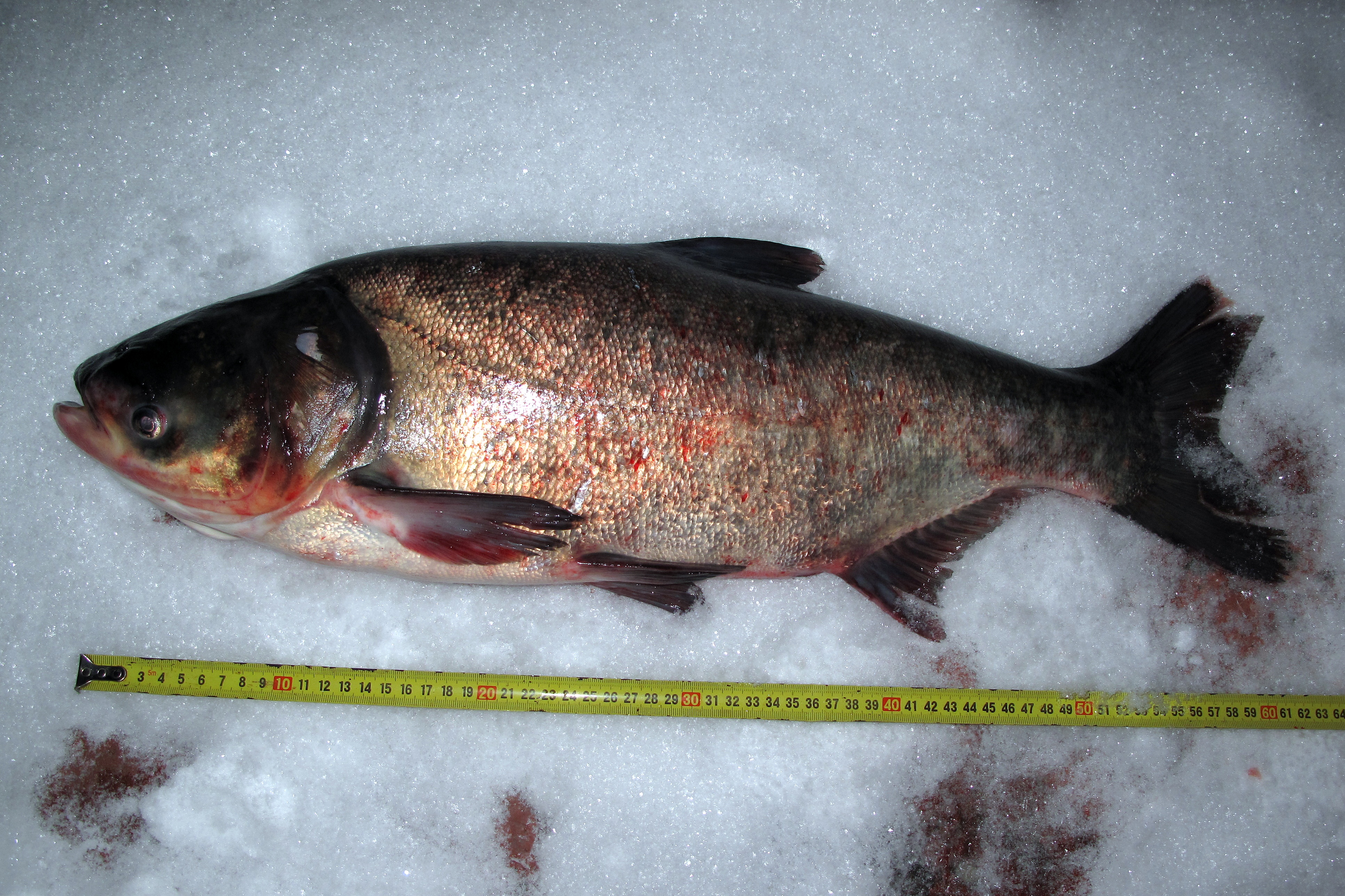
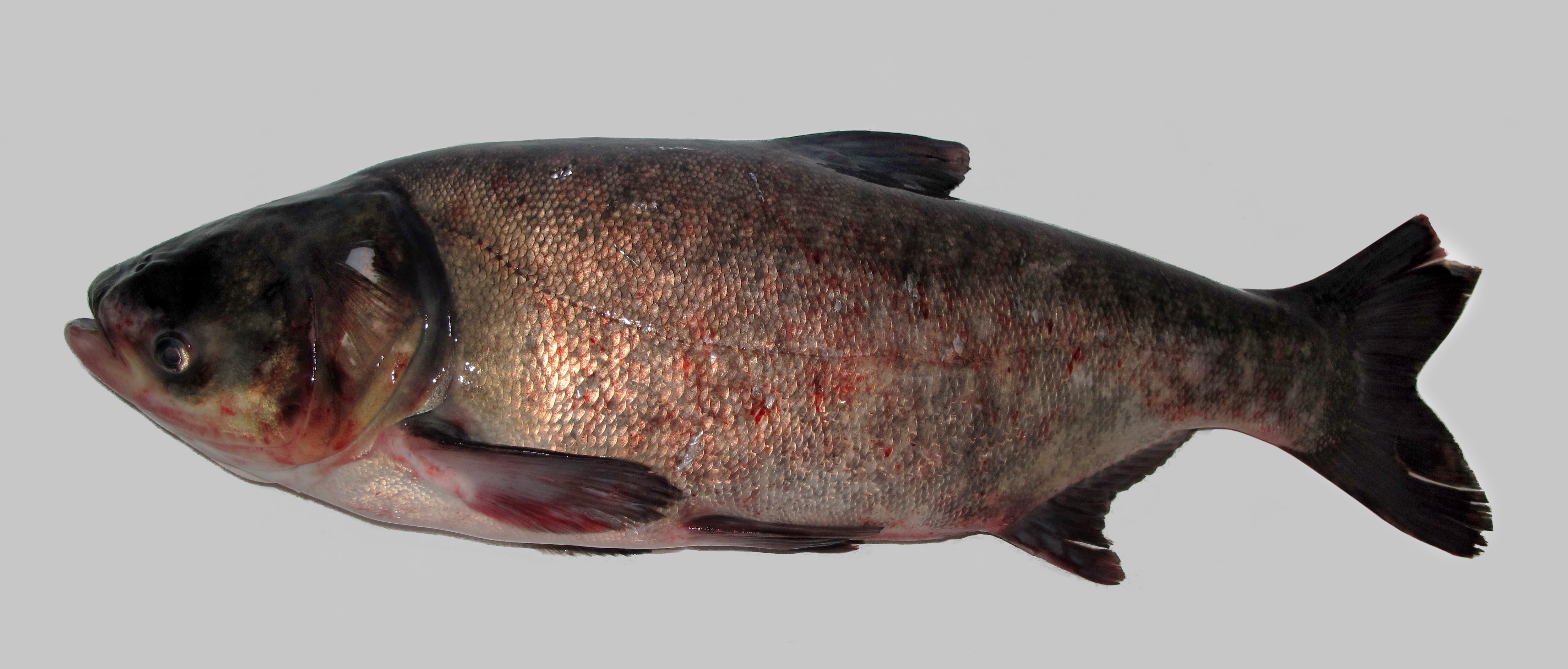
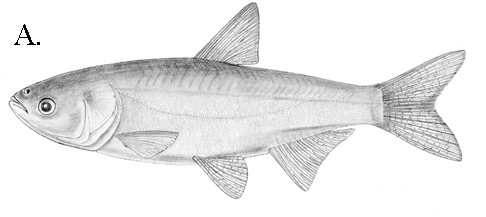
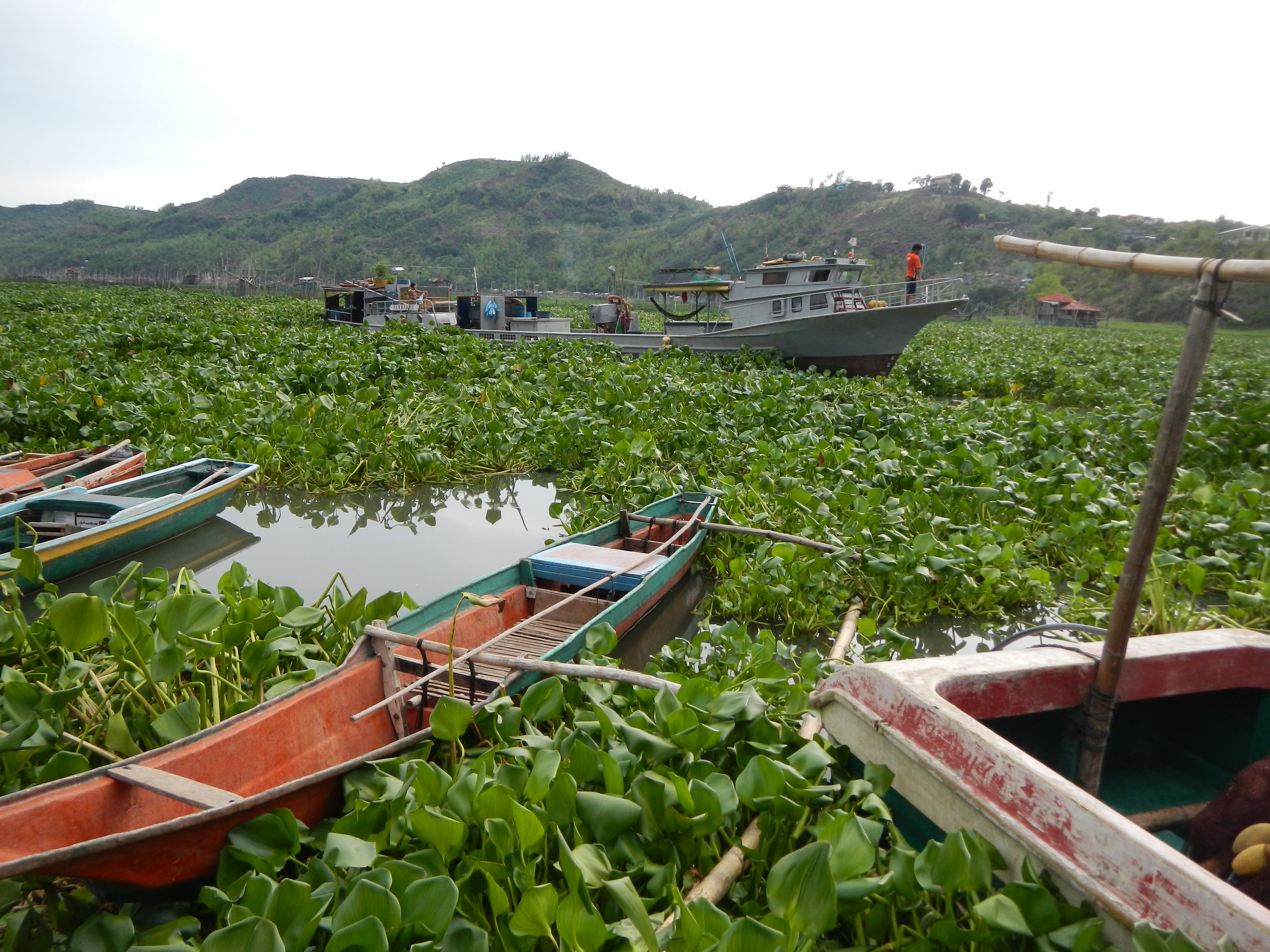